# CDW Corporation
CDW Corporation ist ein US-amerikanisches Unternehmen mit Firmensitz in Vernon Hills, Illinois.
Die CDW Corporation ist als Einzelhandelsunternehmen in der Computerbranche tätig. Gegründet wurde es 1984 von Michael Krasny unter dem Namen MPK Computing. Später wurde es zunächst umbenannt in Computer Discount Warehouse und dann kurz CDW. 2007 wurde die CDW Corporation vom US-amerikanischen Unternehmen Madison Dearborn Partners übernommen und 2013 wieder an die Börse gebracht. Die Aktien werden an der NASDAQ unter dem Kürzel CDW gehandelt.